# KV27
KV27 (Kings' Valley no. 27) bezeichnet ein altägyptisches Grab im Tal der Könige, das, wie einige andere Gräber, bereits vor 1832 entdeckt worden war. Der Grabinhaber ist unbekannt.

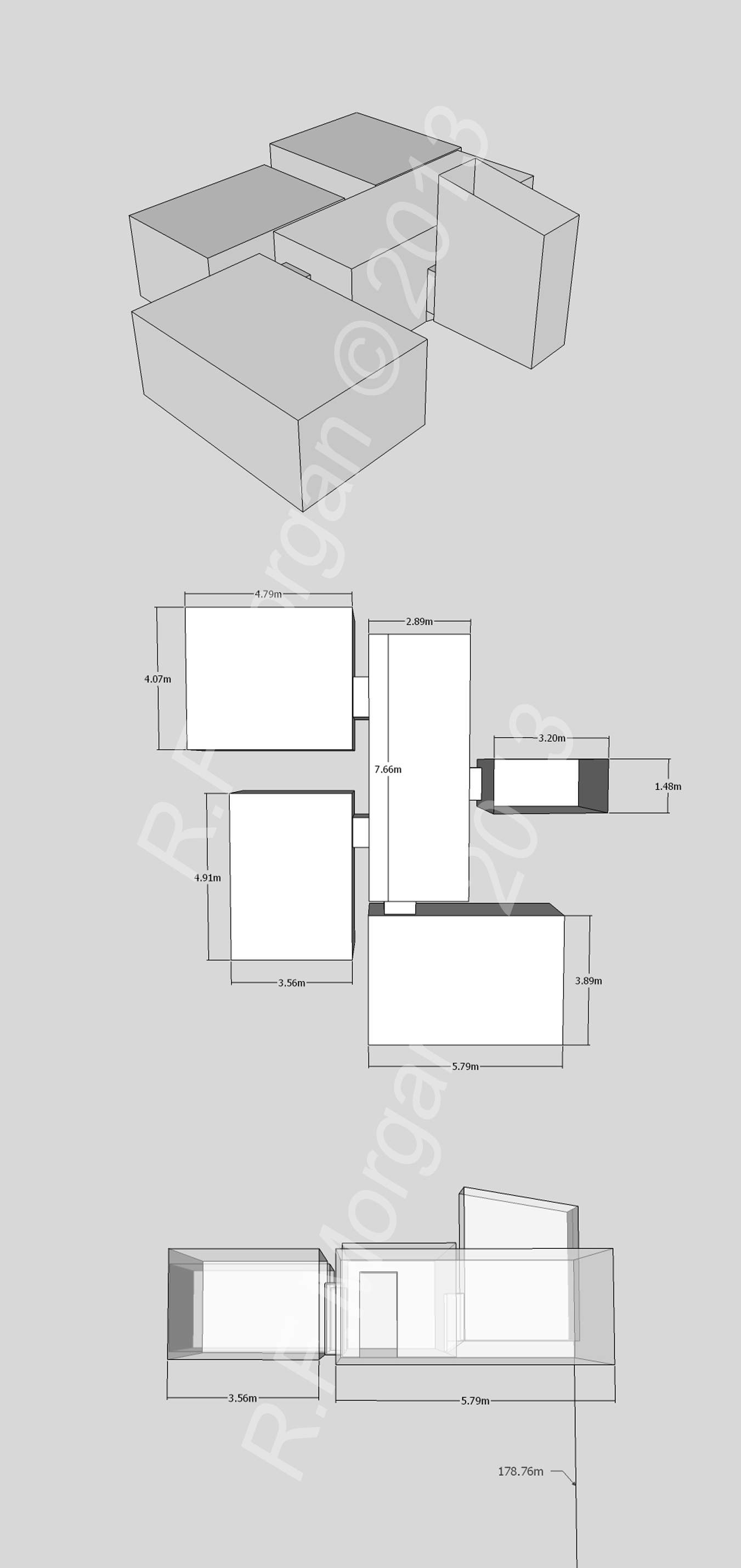
Isometrische Darstellung, Grundriss und Schnittzeichnung des Grabes

## Lage und Architektur
In der Nähe liegen KV21 und KV28. Der mit einem Korridor kombinierte Eingangsschacht endet direkt in einer rechteckigen Kammer, von der drei weitere Kammern abgehen. Eine Kammer ist nach Süden ausgerichtet, die beiden anderen nach Westen. Das 91,87 m² große Grab ist im Entwurf etwa mit KV5, KV12 und KV30 vergleichbar. Kleine Steinmetzarbeiten an der Ostwand der südlichsten Seitenkammer lassen Vorbereitungen für das Anlegen eines weiteren Raumes oder einer Nische vermuten. KV27 hat weder Wanddekorationen noch fanden sich hieroglyphische Inschriften.

## Erforschung und Publikation
Das Grab wurde vermutlich von Giovanni Battista Belzoni und John Gardner Wilkinson (1925–1928) besucht, obwohl es in ihren eigenen Karten nicht vermerkt war. Eine kurze Beschreibung findet sich von Eugène Lefébure. Bis zur Ausgrabung durch Donald P. Ryan für die Pacific Lutheran University im Jahr 1990 wurden keine Arbeiten am Grab vorgenommen. Ryan dokumentierte, dass das Grab mindestens sieben Mal überflutet worden war und, dass Geröll und Felsbrocken in einigen Räumen bis zur Decke reichten.

## Funde und Datierung
Lefébures Aufzeichnungen erwähnen Mumienreste „ungewissen Alters“, die jedoch nicht genauer beschrieben sind. In Raum Bc, einem der beiden westlich ausgerichteten Räume, fand sich eine kleine Auswahl an Keramiken, die auf die Regierungszeiten der Könige Thutmosis IV. und Amenophis III. hinweisen. Eine genaue Datierung der Errichtung des Grabes ist wegen fehlender eindeutiger Zuordnungsmerkmale schwierig. Aufgrund der Nähe zu den im selben Seitenwadi des Tals gelegenen Gräber KV20 (Thutmosis I. und Hatschepsut) und KV43 (Thutmosis IV.) und des ähnlichen Grabtypus tendiert die Datierung um die Mitte der 18. Dynastie (Neues Reich).